# Cmentarz katolicki w Rakowie
Cmentarz katolicki w Rakowie (biał. Каталіцкія могілкі) – katolicka nekropolia znajdująca się w Rakowie na Mińszczyźnie, jeden z najlepiej zachowanych cmentarzy katolickich na Białorusi.
Cmentarz założono na początku XIX wieku wraz z budową kościoła św. Anny, który znajduje się na jego terenie. Na cmentarzu pochowani są przedstawiciele związanego z Rakowem rodu Zdziechowskich, członkowie rodziny Witkowskich oraz polski kompozytor Michał Hruszwicki. Do najciekawszych zabytków należą kaplica cmentarna Marii i Krystyny Druckich-Lubeckich – ostatnia została zastrzelona podczas nielegalnego przekroczenia granicy radziecko-polskiej pod Cieleszewiczami w 1921.
W ściany klasycystycznej świątyni wbudowano epitafia rodziny Zdziechowskich, m.in. Fortunata (1861) i Edmunda (1900). Na cmentarzu pochowany jest również Wawrzyniec Malawski, zmarły w łagrach radzieckich na Sołowkach.